# Colocleora ankoleensis
Colocleora ankoleensis är en fjärilsart som beskrevs av Robert H. Carcasson 1965. Colocleora ankoleensis ingår i släktet Colocleora och familjen mätare. Inga underarter finns listade i Catalogue of Life.